# Gran Premio Doliny Baryczy Milicz
El International Race Grand Prix Doliny Baryczy (en español: Gran Premio del Valle Baryczy), es una carrera profesional de ciclismo en ruta de un día que va desde la ciudad de la ciudad de Milicz hasta Żmigród o en sentido contrario, atravesando el valle del río Barycz en Polonia.
La carrera fue creada en el 2016 y desde ese año recibió la categoría 1.2 dentro de los Circuitos Continentales UCI formando parte del UCI Europe Tour. La primera edición fue ganada por el ciclista Vojtěch Hačecký.

## Palmarés
| Año  | Ganador         | Segundo          | Tercero               |
| ---- | --------------- | ---------------- | --------------------- |
| 2016 | Vojtěch Hačecký | Tomasz Kiendyś   | Paweł Charucki        |
| 2017 | Alan Banaszek   | Konrad Geßner    | Sylwester Janiszewski |
| 2018 | Kamil Małecki   | Marek Rutkiewicz | Adrian Banaszek       |

## Palmarés por países
| País            | Victorias |
| --------------- | --------- |
| Polonia         | 2         |
| República Checa | 1         |